# Bălmoșești
Bălmoșești – wieś w Rumunii, w okręgu Alba, w gminie Roșia Montană. W 2011 roku liczyła 44 mieszkańców.